# Брилянтнобедра отровна жаба
Брилянтнобедрата отровна жаба (Allobates femoralis) е вид земноводно от семейство Aromobatidae.

## Разпространение
Видът е разпространен в Боливия, Бразилия, Гвиана, Еквадор, Колумбия, Перу, Суринам и Френска Гвиана.